# Chamblet

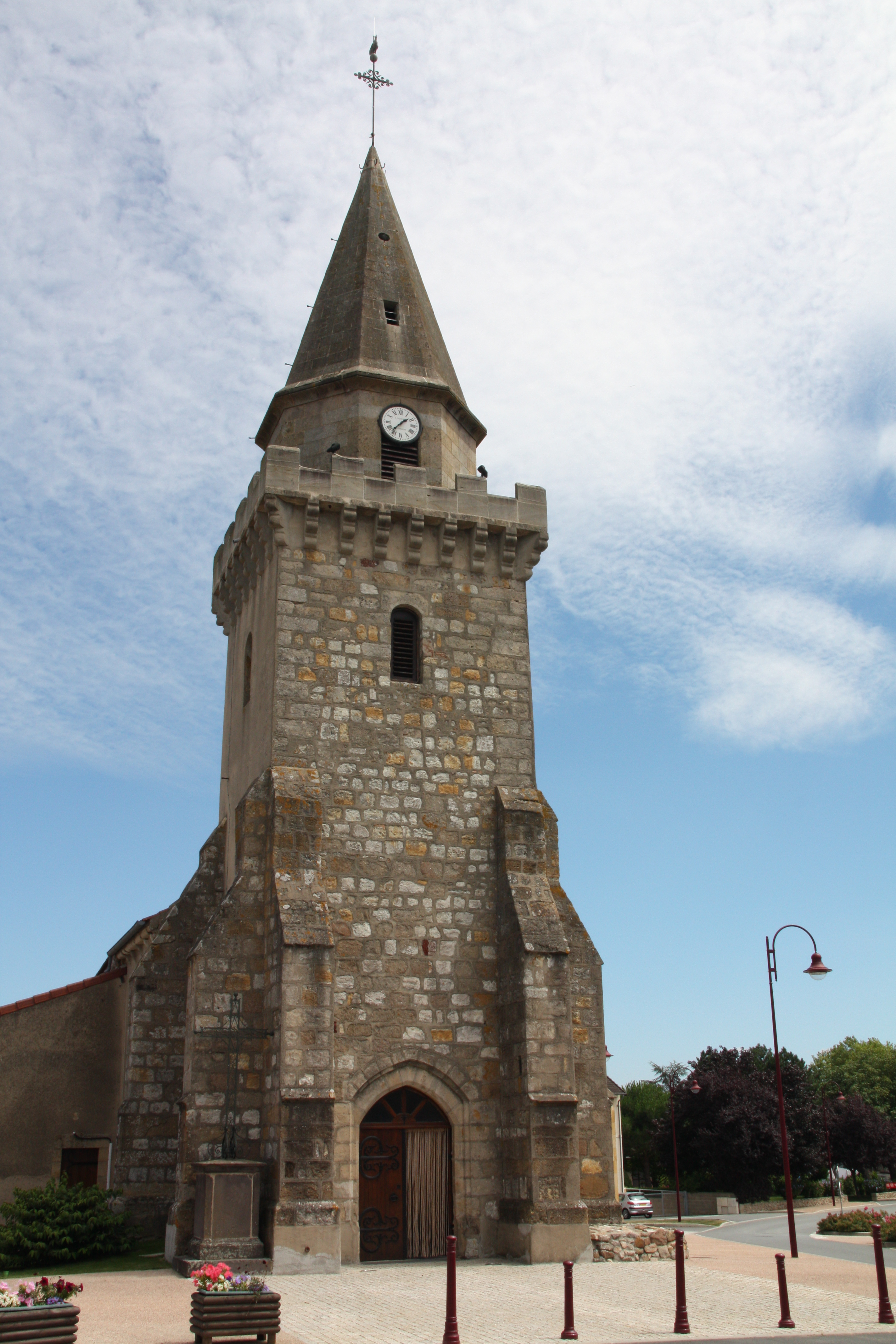
Iglesia de Chamblet

## Demografía
| 918 | 855 | 807 | 932 | 1046 | 941 |
| Para los censos de 1962 a 1999 la población legal corresponde a la población sin duplicidades (Fuente: INSEE [Consultar]) |     |     |     |      |     |